# Giuseppe Piromalli
Giuseppe Piromalli (Gioia Tauro, 1º marzo 1921 – Gioia Tauro, 19 febbraio 2005) è stato un mafioso italiano e il capo dell'omonima cosca della 'Ndrangheta.

## Biografia
Diventa capo dei Piromalli alla morte, per cause naturali nel 1979, di suo fratello maggiore Girolamo Piromalli detto Don Mommo.
È stato l'artefice insieme a Don Mommo della trasformazione della 'Ndrangheta da organizzazione rurale a mafia imprenditoriale assumendo il controllo su diversi opere pubbliche nell'area di Gioia Tauro, in particolare nella costruzione del Porto di Gioia Tauro.
Nel 1974 le imprese coinvolte nell'espansione del porto e nelle acciaierie a Gioia Tauro offrirono il 3% per essere lasciate in pace. I 3 capi di allora (Antonio Macrì, i fratelli Piromalli e i fratelli De Stefano) rifiutarono e vollero dei subappalti delle opere per controllarne i progetti.
I Piromalli così si aggiudicarono più della metà del valore di ben 3800 miliardi di dollari dei subappalti.

## Latitanza, arresto e carcere
Negli anni '80 viene accusato di essere il mandante dell'omicidio di uno 'ndranghetista rivale e si dà alla latitanza.
Fu catturato il 24 febbraio del 1984. Fu condannato a 11 ergastoli, ma la pena fu ridotta a due ergastoli. Nel 1986 fu condannato per associazione mafiosa. Nello stesso periodo si unì al partito radicale guidato da Marco Pannella che pubblicamente si batté contro il regime del 41bis per i mafiosi.
Giuseppe Piromalli annuncia nel 1994 che avrebbe supportato Berlusconi al voto e Tiziana Maiolo e Vittorio Sgarbi in quel periodo di campagna elettorale lo visitarono in carcere e denunciarono l'eccessivo potere dei magistrati.

## Morte e successione
Successivamente ammalato di cancro fu rilasciato ai suoi familiari nel 2003 (stava scontando in carcere un'altra condanna a 27 anni per omicidio e associazione per delinquere di tipo mafioso). Muore all'età di 83 anni il 19 febbraio 2005.
Alla guida della cosca gli succede il nipote Giuseppe Piromalli.